# Ян Железни
Ян Жѐлезни (на чешки: Jan Železný) е чешки спортист, трикратен олимпийски шампион и многократен рекордьор по хвърляне на копие.
Роден е на 16 юни 1966 г. в Млада Болеслав, Чехия. Той се е състезавал срещу спортисти като Раймонд Хехт /92,60 м/, Стив Бакли /91,46 м/, Сергей Макаров /92,61 м/, Борис Хенри /90,44 м/ и Аки Парвиайнен /93,09 м/. Световният рекорд на Железни – 98,48 м е поставен на 25 май 1996 г. на турнира в Йена, Германия.
Железни има повече опити над 90 метра от всички останали атлети взети заедно. Чехът е световен феномен, който със скромните си 80 кг и ръст от 186 см има следните силови постижения – 125 кг в изхвърлянето, 150 кг в изтласкването, 200 от лег и най-интересното е, че хвърля камък на 220 метра, скача 8 м дълъг скок; 2,15 м висок скок.
Работи като треньор на лекоатлети от Чехия.